# Tường Sơn
Tường Sơn là một xã thuộc huyện Anh Sơn, tỉnh Nghệ An, Việt Nam.
Xã Tường Sơn có diện tích 32,92 km², dân số năm 1999 là 8.728 người, mật độ dân số đạt 265 người/km².